# Associação Videirense de Basquetebol
A Associação Videirense de Basquetebol é uma equipe de basquetebol da cidade de Videira, Santa Catarina que disputa o Campeonato Catarinense de Basquete, competição organizada pela FCB.

## Arena
A equipe manda seus jogos no Ginásio de Esportes da UNOESC, que comporta aproximadamente 500 pessoas. 

## Desempenho por temporadas
| Temporada | Nível | Estadual    | Pos. | Pós Temporada    | TR  | PL  | Nacional | Nacional |
| --------- | ----- | ----------- | ---- | ---------------- | --- | --- | -------- | -------- |
| 2012      | 1     | Catarinense | 3º   | Triangular Final | 3-3 | 0-2 |          |          |
| 2013      | 1     | Catarinense | 4º   | Final Four       | 2-6 | 0-3 |          |          |
| 2014      | 1     | Catarinense | 3º   | Primeira Fase    | 5-3 | -   | –        | –        |
| 2015      | 1     | Catarinense | 3º   | Final Four       | 8-2 | 1-1 | –        | –        |
| 2016      | 1     | Catarinense | 4º   | Final Four       | 7-5 | 1-4 | –        | –        |
| 2017      | 1     | Catarinense | 3º   |                  | 2-4 | -   | -        | -        |